# Dingelsdorfer Ried
Das Dingelsdorfer Ried ist ein 25,36 Hektar großes Naturschutzgebiet südwestlich des Konstanzer Ortsteils Dingelsdorf in Baden-Württemberg. Es liegt im Wald südöstlich von Dettingen und umfasst zwei kleine Seen.

## Schutzzweck
Es handelt sich um das größte noch zusammenhängende Riedgebiet des unteren Bodanrücks.
Schutzzweck ist die Erhaltung des Feuchtgebietes als Standort seltener Pflanzengesellschaften und als Lebensraum einer Vielzahl seltener geschützter Tier- und Pflanzenarten.